# Synagoge (Mladá Boleslav)

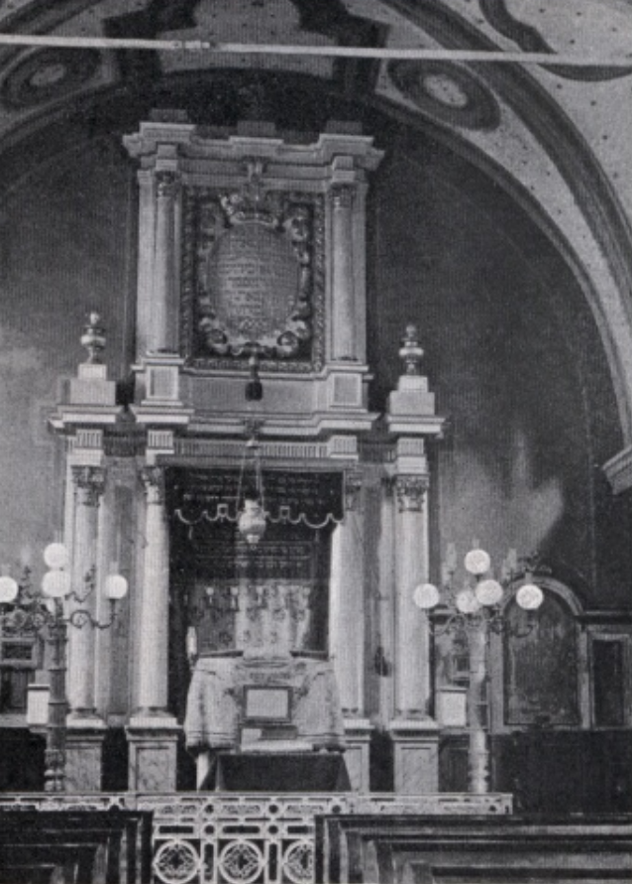
Toraschrein im Inneren (1905)

Die Synagoge in Mladá Boleslav (deutsch Jungbunzlau), einer Stadt in der mittelböhmischen Region Středočeský kraj, Tschechien, wurde 1579 zum ersten Mal erwähnt und bestand – mit einer oder mehreren Unterbrechungen – bis 1962, als sie abgerissen wurde.

## Geschichte
Die wechselvolle Geschichte der Synagoge in Mladá Boleslav, die häufig beschädigt wurde beziehungsweise ausbrannte, ist nur widersprüchlich belegt. Als Grund kann man am ehesten die Ereignisse des Dreißigjährigen Krieges annehmen, die offenbar nicht zu Schäden in der Stadt und im jüdischen Viertel führten, sondern auch zur Vernichtung vieler Quellen und Aufzeichnungen. Die vorhandene Sekundärliteratur enthält viele Lücken. Aus den zugänglichen Quellen lässt sich folgender historischer Ablauf der Synagoge rekonstruieren:
- In einigen Quellen[2][3] wird das Jahr 1579 als das mögliche Gründungsjahr der Synagoge angeführt, wobei die Vermutung auftaucht, es handelt sich lediglich um ein Gebetshaus als Vorläufer der eigentlichen Synagoge von 1590.
- Als das tatsächliche Jahr der Erbauung der Synagoge wird eher 1590 angenommen, in den Quellen als schriftlich nachgewiesen und mit dem Zusatz "gnädig mit Unterstützung des Kaisers Rudolph aufgebaut" formuliert.[1][4]
- 1644 soll es ebenfalls Berichte über eine "neue" gegeben haben; Hierbei wird jedoch in den Sekundärquellen die Vermutung geäußert, es könnte sich um einen Neubau infolge einer nicht bekannten bzw. dokumentierten Zerstörung der Synagoge infolge des Dreißigjährigen Krieges gehandelt haben.[1][4]
- Über eine Zerstörung der Synagoge Ende des 17. Jahrhunderts wird in zwei Quellen berichtet; in diesem Zusammenhang wird ein Neubau der Synagoge 1697 erwähnt.[2][3]
- Über eine Zerstörung der Synagoge 1761 durch ein Großfeuer wird ebenfalls berichtet.[1][4]
- Ein Neubau der Synagoge wird ferner 1785 erwähnt.[5]
- 1859 zerstörte ein Großbrand die Innenstadt, die Synagoge wurde jedoch nur teilweise beschädigt.[1][2][4]

1938 hat man verschiedene rituelle Objekte in das zentrale Jüdische Museum in Prag überführt. Während des 2. Weltkrieges wurde die Synagoge als Lager benutzt. Nach dem Krieg kehrten nur wenige Juden aus Konzentrationslagern zurück; eine dauerhafte Wiederbelebung der jüdischen Gemeinde misslang. Weil Pläne zum Umbau oder Weiternutzung in den 1960er Jahren wegen des desolaten Zustandes des Gebäudes fehlschlugen, wurde die Synagoge 1962 abgerissen.